# Vuelo de demostración 1 del SpaceX COTS

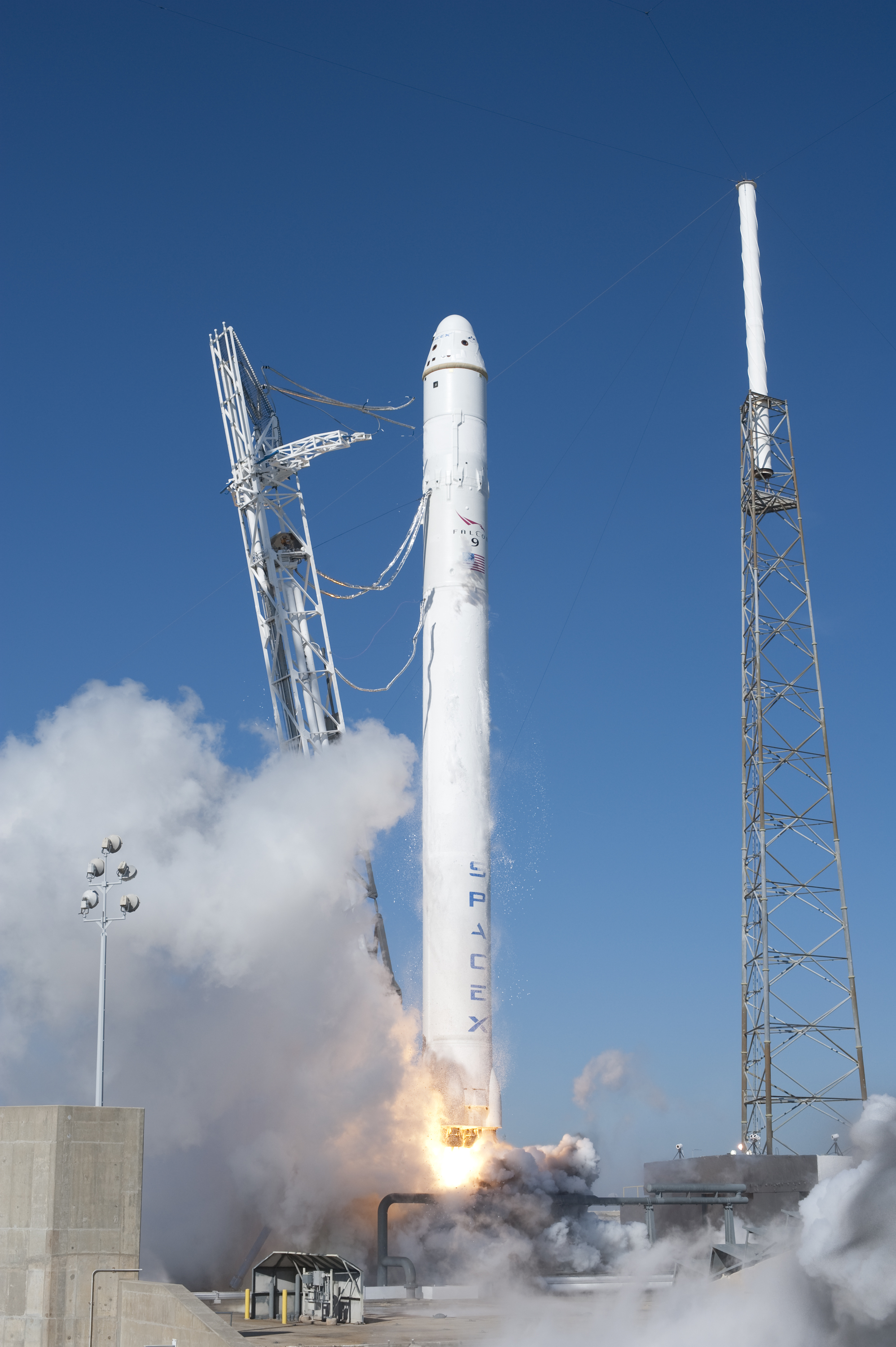

El vuelo de demostración 1 del SpaceX COTS en el 2010 fue el primer vuelo espacial no tripulado de la nave espacial SpaceX Dragon, el Dragón C1, la cual orbitó la Tierra, y el segundo de los vuelos del cohete Falcon 9 de SpaceX. También fue el primer vuelo de demostración del programa Commercial Orbital Transportation Services (COTS) de la NASA para el cual fue elegido SpaceX. Los principales objetivos de la misión fueron ensayar las maniobras orbitales y reentrada de la cápsula Dragon. Durante la misión también se probaron las mejoras introducidas al cohete Falcon 9, especialmente para prevenir el rolido imprevisto en la primera etapa que se detectó durante el primer vuelo del Falcon 9. La cápsula fue puesta en órbita por medio del cohete Falcon 9, el cual realizó su segundo despegue. El vuelo despegó el 8 de diciembre del 2010, a las 10:43 a. m. EST (1543 GMT).
El éxito de la misión le permitió a SpaceX progresar con el plan de ensayos de su vehículo. Con los dos despegues sucesivos "casi-perfectos" del Falcon 9  (incluido el primer vuelo del Falcon 9 en junio) y la exitosa operación en órbita, reentrada y aterrizaje con paracaídas de su primera cápsula Dragon SpaceX "le solicitó a la NASA combinar los objetivos planteados para las dos misiones COTS restantes ... y permitir un atraque en la [estación espacial] durante su próximo vuelo",  que se realizó con éxito en el 2012.

## Contrato COTS
El 18 de agosto del 2006, NASA anunció que SpaceX había ganado el contrato Commercial Orbital Transportation Services (COTS) de NASA para demostrar la capacidad de transportar carga hasta la Estación Espacial Internacional con una opción para transportar personas. Mediante dicho contrato, diseñado por la NASA para proveer "financiamiento inicial" para alentar el desarrollo de nuevos cohetes boosters, NASA le pagó a SpaceX $278 millones para desarrollar el lanzador Falcon-9, una serie incentivos al alcanzar una serie de hitos que culminaron con tres vuelos de demostración. El vuelo de demostración 1 COTS fue el primero de los vuelos realizados en el marco de este contrato. El acuerdo original firmado con NASA especificaba que el primer vuelo de demostración COTS se realizaría durante el segundo trimestre del año 2008; este vuelo se postergó varias veces, realizándose finalmente en diciembre del 2010.
Además del contrato COTS, NASA también firmó con SpaceX un contrato para realizar el reabastecimiento comercial de carga de la Estación Espacial ("CRS"). El monto contratado asciende a $1 600 millones, y NASA tiene la opción de contratar misiones adicionales hasta un monto máximo de  $3 100 millones.

## Preparaciones
Las dos etapas de la cápsula Dragon para el segundo Falcon 9 fueron construidas en la facilidad de armado que SpaceX posee en Hawthorne, California, y arribaron al complejo que SpaceX posee en Cabo Cañaveral en julio y agosto del 2010.
La fecha de despegue debió ser reprogramada, pasando de la fecha inicial planificada en el 2008 a una fecha a finales del 2010, y los vuelos de demostración COTS 2 y 3 fueron reprogramados para el 2011.
El 15 de septiembre del 2010 se realizó un ensayo integral con combustible, y el despegue se programó para una fecha durante diciembre del 2010.
El 22 de noviembre del 2010, SpaceX anunció que había recibido el permiso otorgado por la Oficina de Transporte Espacial Comercial de la Federal Aviation Administration para el reingreso a la Tierra del vuelo. Fue la primera vez que se le otorgó este tipo de permiso esa privada.
El 4 de diciembre del 2010 se realizó con éxito una prueba de ignición estática. Este fue el tercer intento, ya que los dos intentos previos habían sido abortados en forma automática. El primer intento fue el 3 de diciembre del 2010, pero el ensayo fue cancelado de forma automática un segundo antes de producirse la ignición a causa de una indicación de alta presión.
El vuelo estaba listo para despegar el 7 de diciembre del 2010. Sin embargo, se descubrieron varias fisuras en los sectores externos de la extensión de niobio de la segunda etapa del motor cohete Merlin Vacuum. Se tomó la decisión de recortar un sector de un metro de largo de la tobera, dado que la disminución de performance resultante no era significativa.

## Órbita y aterrizaje

### Dragon

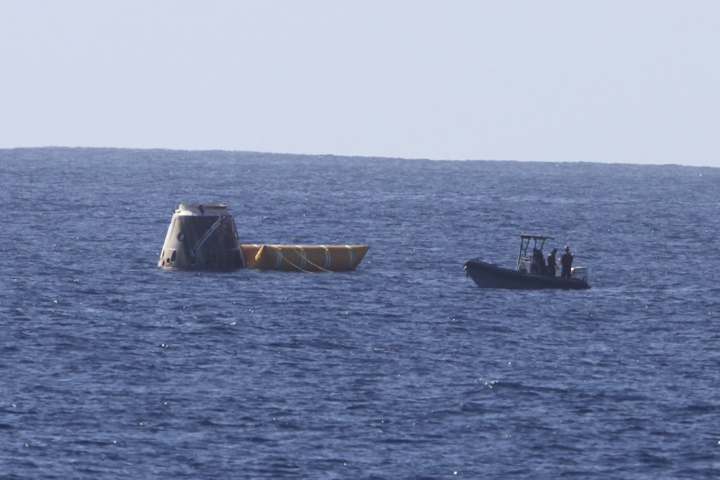
La cápsula Dragon luego de su reingreso.

Mientras estuvo en órbita, se realizaron un conjunto de ensayos automáticos incluidos controles térmicos y de actitud para asegurar que las comunicaciones TDRS se realizaran sin interrupciones. A las 11:15 a. m., SpaceX anunció que había establecido contacto con el módulo Dragon a través del sistema TDRS. Luego de realizar las dos órbitas planificadas y de un tiempo de vuelo de 3:19:52 la nave fue sacada de su órbita mediante una maniobra manual, y amerizada en el Océano Pacífico a las 2:02 p. m. EST aproximadamente 800 km al oeste de Baja California gracias a la correcta operación de sus tres paracaídas. SpaceX informó que los objetivos de todas las pruebas y ensayos fueron alcanzados, y que la nave de rescate pudo recuperar la cápsula 20 minutos después que esta se posara sobre el océano. La cápsula amerizó a 800 m del sitio que se había estimado, dentro de los límites fijados para la zona e recuperación que media 60 km x 20 km.

### Segunda etapa
El motor de la segunda etapa fue reencendido en órbita luego de la separación de la cápsula Dragon. Ello le permitió a SpaceX trabajar en un objetivo secundario de la misión consistente en expandir el alcance conseguible mediante el lanzamiento al reencender en el espacio el motor y verificar la capacidad de la nave para alcanzar una órbita circular intermedia. A pesar de que la tobera de la segunda etapa del motor Merlin Vacuum había sido recortada, a causa del descubrimiento de dos fisuras apenas un par de días antes de la fecha de lanzamiento, la segunda etapa logró alcanzar una altitud de 11 000 km.